# Chelonus latrunculus
Chelonus latrunculus är en stekelart som beskrevs av Marshall 1885. Chelonus latrunculus ingår i släktet Chelonus och familjen bracksteklar. Arten är reproducerande i Sverige. Utöver nominatformen finns också underarten C. l. polonicus.